# Institut national des données de santé
Pour les articles homonymes, voir IDS.
L’Institut des données de santé (ou IDS) est un ancien institut français créé par la « Loi relative à l'assurance maladie » (13 août 2004) qui prévoit la création d'un « Institut des données de santé » (IDS).
L'IDS est créé en 2007 en application de la loi de réforme de l’assurance maladie du 13 août 2004. Alors que se prépare la mise en place des agences régionales de santé. En 2013, il travaille avec une trentaine d'organismes et une communauté d'une centaine de réutilisateurs. Il est un groupement d'intérêt public (GIP). Il est depuis 2011 aussi soumis à la loi de 2011 de simplification et d'amélioration de la qualité du Droit.
En 2017, la mission de l'IDS est élargie et l'Institut national des données de santé (INDS) lui succède. En novembre 2019, l’Institut national des données de santé devient la Plateforme des données de santé, aussi appelée Health Data Hub,.

## Missions
Cet institut doit assurer la cohérence (y compris sémantique) et la qualité des bases de données afin qu'elles puissent exprimer toutes leurs potentialités, de même pour la qualité des systèmes d'information utilisés pour la gestion du risque maladie ; il « met à disposition de ses membres, de la Haute Autorité de santé, des unions régionales des professionnels de santé et de certains organismes désignés par décret en Conseil d'État, à des fins de gestion du risque maladie ou pour des préoccupations de santé publique, des données issues des systèmes d'information de ses membres, dans des conditions garantissant l'anonymat fixées par décret en Conseil d'État pris après avis de la Commission nationale de l'informatique et des libertés » et publie annuellement un rapport d'activité d'abord transmis au Parlement.
Il peut encourager la création de nouvelles bases de données s'il les juge nécessaire pour répondre à de nouveaux besoins, exemples : évaluer plus finement le reste à charge pour les assurés, répondre aux besoins du plan Cancer et en épidémiologie, des PRSE, etc.
Le rapport 2013 rappelle que l'IDS n’est pas une agence d’État et n'a pas vocation à réaliser des études ni faire de la recherche ni conserver des données, mais qu'il favorise l’utilisation des données par les organismes ayant légalement vocation à les étudier. Ces données concernent « l’état de santé des personnes, leurs maladies, leurs comportements de santé, leurs consommations de soins, les facteurs de risques médicaux, mais aussi des données sur leur catégorie socioprofessionnelle, leurs conditions de travail et de vie, l’environnement physique de leur lieu de vie etc. qui sont des déterminants de la santé et de la consommation de soins ».
Elles proviennent des systèmes d’information des organismes de protection sociale obligatoire et complémentaire, et ceux des établissements de soins (remboursements de soins ambulatoires et hospitaliers, etc.) mais ne présentent tout leur intérêt épidémiologique et sanitaires que croisées et mises en relation avec d’autres « afin d’accroitre les possibilités d’analyses, d’études et de recherches ; L’IDS veille donc aussi à réunir les conditions permettant la mise en relation de données en provenance de différentes bases et leur utilisation ».
La Commission nationale de l'informatique et des libertés protège les libertés individuelles et l'IDS juge de l'opportunité des études et des recherches en santé publique et évalue la pertinence des méthodologies mises en œuvre. « L'utilisation de données agrégées ne portant pas atteinte à la vie privée des personnes, la Commission Nationale de l’Informatique et des Libertés a délégué sa compétence à l’IDS et l’approbation de ce dernier pour l’utilisation de données agrégées vaut autorisation ».
Cet institut a aussi créé des outils de surveillance, cadre les droits d'utilisation de données par des conventions d’utilisation des données très strictes, et une charte de déontologie sous l'égide d'un Comité d’experts indépendants qui se prononce sur les méthodologies et sur toute question éthique ou déontologique.

## Membres
Ce sont l'État français, les caisses nationales d'assurance maladie, l'Union nationale des organismes d'assurance maladie complémentaire et l'Union nationale des professions de santé représentés par 13 acteurs :
1. l'État représenté par le ministère chargé de la santé et le ministère chargé de l'économie, des finances et de l'industrie ;
2. la Caisse nationale de l'assurance maladie des travailleurs salariés ;
3. la Caisse centrale de la Mutualité sociale agricole ;
4. la Caisse nationale du régime social des indépendants ;
5. la Caisse nationale de solidarité pour l'autonomie ;
6. l’Union nationale des régimes spéciaux ;
7. l’Union nationale des professions de santé ;
8. l’Union nationale des organismes d'assurance maladie complémentaire ;
9. le Collectif inter associatif sur la santé ;
10. la Fédération hospitalière de France ;
11. la Fédération des établissements hospitaliers et d'aide à la personne privés non lucratifs ;
12. la Fédération de l'hospitalisation privée ;
13. la Fédération française des centres de lutte contre le cancer.

## Types et provenance des données gérées
Les données de santé partagées dans le cadre de l’IDS relèvent du big data, et parfois des données ouvertes.
Elles sont de deux types :
1. données individuelles (toujours anonymisées) ; elles sont surtout utilisées pour les études épidémiologiques, par exemple à partir des données de remboursement des malades, du type de maladie, etc.
2. données agrégées ; généralement « préalablement regroupées et organisées en fonction de l’objet de l’étude » et toujours anonymisées elles sont surtout utilisées pour le pilotage financier de la santé publique. Ce sont par exemple des données sur des groupes de patients groupées selon le sexe, l'âge ou la zone de résidence. Des groupes importants de personnes peuvent être suivis sur le long terme en groupes dits cohortes[11].

Les données proviennent de divers systèmes d'information, dont par exemple :
- le Système national d’information inter-régimes de l’Assurance maladie (SNIIRAM) ;
- le Programme de médicalisation des systèmes d'information (PMSI) ;
- le Système national d'information sur l'hospitalisation (SNATIH) ;
- Hospi-diag.

## Utilisation des données
Les données peuvent dans une certaine mesure être utilisées pour évaluer le système de santé au travers d'indicateurs de santé, faire de la recherche en santé publique (une soixantaine d'études faites ou en cours entre 2008 et 2013), de la prospective et des modélisations, faire de la veille sanitaire, des cartes de risque sanitaire, des études épidémiologiques et écoépidémiologiques.

## Réutilisation des données
« Tous les organismes poursuivant un but non lucratif agissant à des fins d’études et de recherches en santé publique peuvent utiliser les données mises à disposition par l’IDS. Pour ce qui concerne les organismes poursuivant un but lucratif qui réalisent des études et recherches en santé publique, notamment à la demande des pouvoirs publics, des réflexions sont en cours (en 2013) à la demande d’acteurs de la santé et de la société civile ».
L'institut donne aux représentants des professionnels des « tableaux de bord » d'indicateurs utiles pour eux, par exemple sur « l'évolution de la démographie et de l’activité des professionnels de santé », sur « les transferts financiers de l’hôpital vers la ville », etc.
Parmi la centaine d'utilisateurs de ces données figurent notamment ou par exemple :
- la Caisse nationale de l’Assurance Maladie des Travailleurs Salariés ;
- l'Agence technique de l’information sur l’hospitalisation ;
- l’Agence nationale d'appui à la performance des établissements de santé et médico-sociaux ;
- l’Agence nationale de sécurité du Médicament et des produits de santé (ANSM) ;
- la Haute autorité de Santé (HAS).

Depuis 2008, l'institut a ouvert progressivement les systèmes d’information ambulatoire et hospitalier aux acteurs à des fins de pilotage financier ou de sécurité sanitaire. Après avis favorable de la CNIL (juin 2013), l’ANSM et la HAS ont eu un accès aux données exhaustives individuelles anonymisées de l’assurance maladie obligatoire[source insuffisante].
Les agences régionales de santé (ARS) ont depuis 2013 accès au SNIIRAM, de même que l’Agence nationale de sécurité du médicament (ANSM) et la Haute Autorité de Santé (HAS)[source insuffisante].

## Opérations

### Effectifs
C'est une organisation modeste en termes d'ETP puisque fonctionnant (en 2013) avec un directeur, une assistante, 3 chefs de projet, une chargée de mission et 2 ingénieurs développeurs mis à disposition, soit 8 ETP.

### Budget
Il oscille selon les années entre 750 000 et 1 million d'euros.

### Avis, publications
L'IDS a publié :
- neuf avis éthiques et déontologiques, dont 2 en 2012 et 2 (à la date du début du premier semestre 2013) ;
- 11 avis favorisant l’utilisation des données dont 2 en 2012 et 3 au premier semestre 2013 ;
- un livre blanc intitulé 7 propositions au service de la recherche (publié en 2010)[15]. Ce libre blanc suggère de :

1. définir des critères centrés sur la finalité ;
2. bâtir un modèle économique ;
3. élaborer une cartographie des bases de données ;
4. Combler les lacunes ;
5. améliorer l’efficience des moyens ;
6. clarifier et simplifier le champ des compétences ;
7. créer une « instance de concertation » auprès des pouvoirs publics.